# Comlanvi Akakpo
Comlanvi Akakpo (sinh ngày 30 tháng 1 năm 1985 ở Lomé) là một cầu thủ bóng đá người Bénin hiện tại thi đấu ở Bénin cho Tonnerre d'Abomey FC.

## Sự nghiệp
Anh bắt đầu sự nghiệp ở Togo cho Etoile Filante de Lomé và ký hợp đồng vào tháng 1 năm 2007 cho Tonnerre d'Abomey FC.

## Sự nghiệp quốc tế
Akakpo nằm trong đội hình sơ loại của Đội tuyển bóng đá quốc gia Bénin và đại diện đội tuyển tại Cúp bóng đá châu Phi 2010 ở Angola.